# Lobo, král údolí Currumpaw

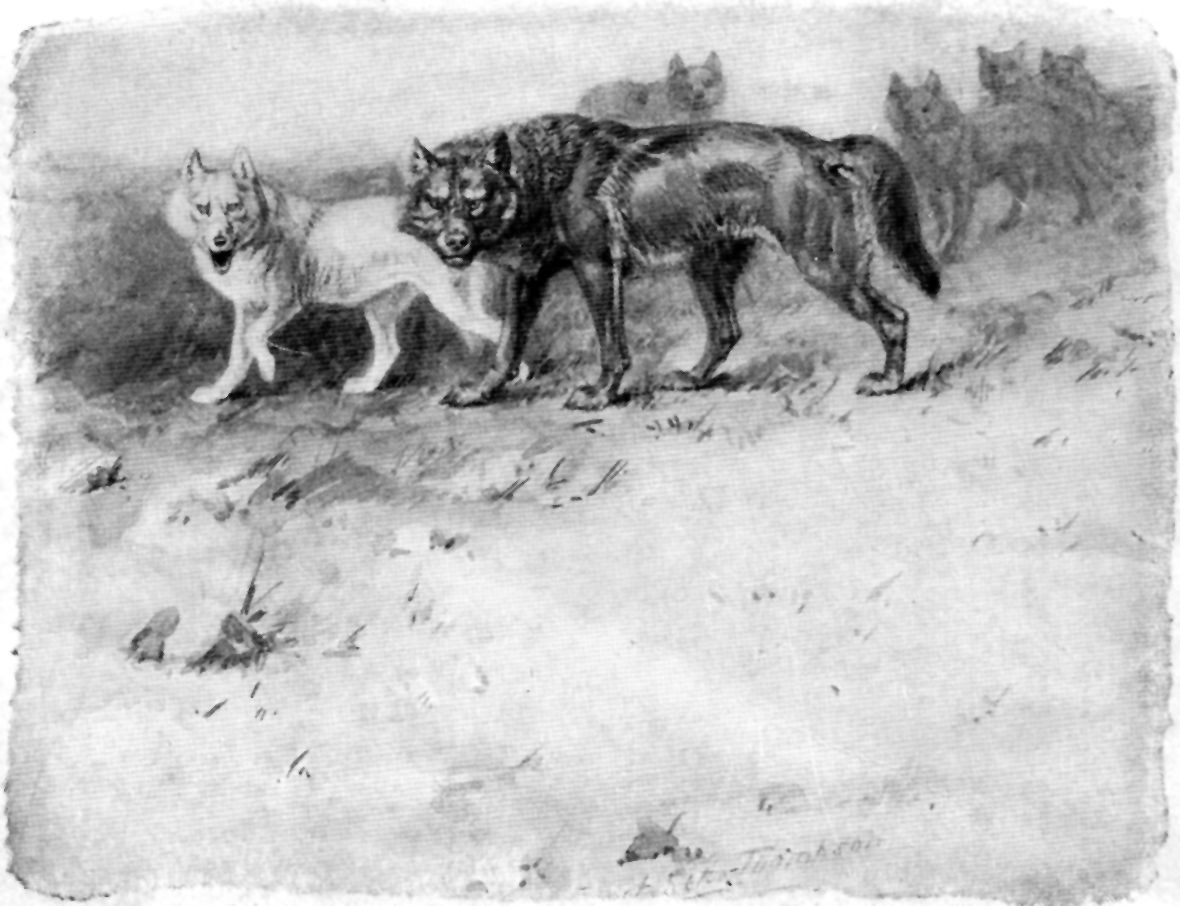
Blanka a Lobo na Setonově kresbě

Vlk Lobo je hlavním hrdinou povídky „Lobo the King of Currumpaw“ kanadského spisovatele Ernesta Thompsona Setona, vydané v roce 1898 jako úvodní povídka knihy Wild Animals I have Known (Divoká zvířata, která jsem poznal). Lobo je zde titulován jako král údolí Currumpaw. Seton vycházel ze svých zážitků s lovem vlků na jihozápadě USA. 

## Obsah povídky
Lobo byl vlk, který žil v údolí Currumpaw v Novém Mexiku. Začátkem 90. letech 19. století se Lobo a jeho smečka přeorientovala na lov dobytka, neboť jejich přirozená kořist v důsledku lidského osídlení téměř vymizela. Rančeři se pokoušeli vlky zabít pomocí otrávených mrtvých zvířat, ale vlci otrávené kusy masa nechávali netknuté stranou. Pak se snažili vlky zneškodnit pomocí pastí, loveckých výprav a najatých lovců, ale ani toto úsilí nikam nevedlo. Podle Ernesta Thompsona Setona zabila smečka, která čítala jen šest vlků, za dobu svého řádění více než 2 000 kusů dobytka. Používala při tom jednoduchou, ale účinnou strategii přežití – žrala jen to, co sama ulovila. Setona k lovu nalákala na vlka nevídaná odměna 1 000 dolarů a výzva postavit se nepolapitelnému zvířeti. Seton přišel do údolí na podzim 1893 a začal tím, že otrávil pět návnad pečlivě zbavených lidského pachu a rozmístil je v Lobově teritoriu. Následujícího dne byly všechny návnady pryč a Seton předpokládal, že Lobo je mrtev. Později je nicméně našel srovnané na jednu hromádku a označené vlkovými exkrementy.
Seton zakoupil nové speciální pasti a pečlivě je rozmístil v Lobově teritoriu. Později objevil vlkovy stopy, které vedly od pasti k pasti, jenž byly všechny zneškodněné. Úkol, který měl podle Setona trvat maximálně dva týdny, se najednou protáhl na měsíce. Lovec začal být unavený a frustrovaný. Jednoho dne, když tábořil nad potokem, kde zimovaly husy a jeřábi, objevil Lobovy stopy, které následovaly stopy menšího vlka. Rychle rozpoznal Lobovu slabinu – jeho družku, bílou vlčici jménem Blanka. Poté Seton rozmístil pasti a návnadu na Blanku v úzké stezce. Úspěch se konečně dostavil. Vlčice se chytila do pasti, když zkoumala nastraženou dobytčí hlavu. Seton našel Blanku, jak vyla s Lobem po boku. Lobo, když zahlédl přicházející lovce, utekl do bezpečné vzdálenosti. Odtud pak pozoroval Setona a jeho muže, jak Blance zlomili vaz provazy přivázanými ke koním. Několik následujících dní slyšel Seton Lobovo vytí. Popsal to, jako by v tom zněl "nezpochybnitelný tón smutku...nešlo o hlučné vzdorovité vytí ale o dlouhý žalostný nářek." Ačkoli Seton začal cítit lítost nad truchlícím vlkem, pokračoval ve svém plánu ho chytit.
Navzdory nebezpečí, následoval Lobo Blančin pach až k Setonovu pronajatému ranči, kam lovec vzal tělo. Seton to zjistil, rozmístil mnoho pastí a "označil" je pachem vlčice. 31. ledna 1894 se Lobo chytil do čtyř pastí zároveň, každou nohu v jedné. Když lovec přišel, vlk navzdory zranění stál a vyl. Dojat jeho statečností a věrností jeho družce, nedokázal ho Seton zabít. On a jeho muži ho svázali, dali mu náhubek a vzali ho na ranč. Tam ho přivázali na řetěz, ale Lobo si jich nevšímal, jen koukal do prérie. Následující noci zemřel. Seton se domníval, že na zlomené srdce.

## Dědictví
Zkušenost s lovem na Loba Setona velmi ovlivnila. Od té doby až do své smrti v roce 1946 obhajoval vlka – zvíře, které bylo doposud vždy démonizované. "Od dob Loba bylo mým nejupřímnějším přáním ukázat lidem, že veškerá divoká zvířata jsou sami o sobě dědictvím, které nemáme právo zničit a připravit o ně naše potomky" napsal později.
Setonův příběh ovlivnil myšlení mnoha lidí v USA i v zahraničí a měl částečně za následek proměnu náhledu na životní prostředí. Jednalo se o jednu z jisker, která probudila ochranářské hnutí.